# Siggen (Argenbühl)
 Siggen  ist eine Ortschaft der Gemeinde Argenbühl im Landkreis Ravensburg in Baden-Württemberg im Württembergischen Allgäu.

## Geographie

### Lage und Verkehrsanbindung
Siggen liegt nördlich des Kernortes Eisenharz an der Einmündung der Kreisstraße K 8012 in die K 8044. Nördlich verläuft die L 320, südlich die B 12 und westlich die A 96.
Die höchstgelegene, kleinste Ortschaft Argenbühls liegt inmitten einer Seenlandschaft.

### Ortsteile
Zum Gemeindeteil Siggen gehören neben dem Dorf Siggen der Weiler Fahles am Weiher und die Höfe Ammannshanses, Balthases, Bergbauer, Biegen, Buchhöfle, Hösis, Nägele am Wald, Pfeifenmacher, Reutenen, Rosis und Unger.

## Geschichte
Am 1. Januar 1972 bildete Siggen zusammen mit fünf weiteren Gemeinden die neue Gemeinde Argenbühl.
Siehe auch: Schloss Siggen

## Persönlichkeit
- Maria Felder (1925–1995), Malerin